# التوفيق الجيني
التوفيق الجيني هو فكرة التوفيق بين الأزواج لانشاء علاقة رومانسية بناءً على توافقهم البيولوجي. تم تصور الفكرة الأولية من قبل كلاوس ويديكيند من خلال تجربته الشهيرة «القميص المتعرق». طُلب من الذكور ارتداء قمصان لمدة ليلتين متتاليتين، ثم طُلب من الإناث شم رائحة القمصان وتقييم روائح الجسم من حيث الجاذبية. ارتبطت رائحة جسم الإنسان بالمنطقة الجينومية لمستضدات كريات الدم البيضاء البشرية (HLA). اكتشفوا أن الإناث تنجذب إلى الرجال الذين لديهم أليلات ال HLA مختلفة عنهم. علاوة على ذلك، ذكرت هؤلاء الإناث أن روائح أجسام الذكور غير المتشابهة بأليلات ال HLA تذكرهم بشركائهم الحاليين أو شركائهم السابقين وهذا يقدم المزيد من الأدلة على التوافق البيولوجي.

## دليل على التوافق البيولوجي
بعد البحث الأساسي الذي أجراه الدكتور ويديكيند،  وجدت العديد من الدراسات أدلة تدعم التوافق البيولوجي. جارفر ابغار وغيرها.  قدمت أدلة على أن الأليلات غير المتشابهة من ال HLA تلعب دورًا في صحة العلاقات الرومانسية. اكتشفوا أنه مع زيادة نسبة الأليلات الشبيهة من ال HLA بين الأزواج، ذكرت الإناث أنها أقل استجابة جنسية لشركائهن، ورضا أقل عن إثارة شركائهن، ووجود شركاء جنسيين إضافيين (أثناء وجودهم مع شريكهم الحالي). بالإضافة إلى ذلك، أوبر وآخرون.  أجرى دراسة مستقلة على مجموعة من الهوتيريين الأمريكيين بمقارنة أليلات HLA للأزواج المتزوجين. اكتشفوا أن الأزواج كانوا أقل احتمالا للمشاركة في أليلات HLA مما كان متوقعًا من الصدفة العشوائية وبالتالي كانت نتائجهم متناغمة مع الميول للشركاء من نفس HLA لتجنب التزاوج. مثال اخر يقدم المزيد من الأدلة على أهمية التوافق الجيني هو اكتشاف أن الأزواج الذين يتشاركون نسبة أعلى من أليلات HLA يميلون إلى الإجهاض التلقائي المتكرر،  انخفاض كتلة الجسم عند الأطفال، وفترات أطول بين الولادات المتتالية.

## أسباب التوافق البيولوجي
هناك العديد من الأسباب البيولوجية لماذا تنجذب النساء وتتزاوج مع الرجال ذو أليلات HLA مختلفة: 
- سيكون لنسلهم تشكيلة أكبر من أليلات HLA نظريًا مما يمنحهم تنوعًا أوسع من المستضدات الموجودة على سطح الخلايا مقارنة بنسل HLA المتماثل. تسمح مجموعة المستضدات الأوسع للجهاز المناعي باستهداف عدد أكبر من مسببات الأمراض مما يجعل النسل أكثر كفاءة مناعياً.
- أي أليل HLA يصبح أليلًا أكثر مقاومة لن يصبح ببساطة أليلًا متأصلًا في جميع الأفراد. من خلال التطور، سيكون هناك دائمًا بعض مسببات الأمراض التي يمكن أن تصبح مقاومة لهذا الأليل، وتنتشر لتكوين انتقاء ضد الأليل. يمكن اعتبار التزاوج البديل للـ HLA طريقة للتسبب في أن تصبح التكيفات التي تضطر الكائنات الممرضة مع مضيفها مطلقة في نسلها؛ بعبارة أخرى، تسمح لنا بمواصلة "سباق الملكة الحمراء" .
- جينات HLA متعددة الأشكال بشكل كبير بين الأفراد. من المحتمل أن يكون لأي شخصين لهما جينات HLA متشابهة صلة قرابة. تزاوج شخصين ذو قرابة الذي يؤدي إلى تزاوج داخلي يمكن أن يكون ضارًا بالنسل لأنه سيؤدي إلى قدر أكبر من اقترانية زيجوتية جينية وبالتالي زيادة فرص الطفرات المتنحية.

## نقد
كان هناك شك في جميع أنحاء المجتمع العلمي يدعي أن الفكرة سخيفة. قال الدكتور روسيو موران، المدير الطبي لعيادة الجينات العامة في كليفلاند كلينيك: «إنهم يحاولون فقط كسب المال». «إذا كان الأمر وراثيًا، فلا بد أنه علم حقيقي».  يقول العديد من المتشككين أن علم الحب لا يمكن تبسيطه إلى بعض الجينات.

## شركات
ظهرت العديد من الشركات لتقديم خدمات التوفيق بين الجينات: DNA Romance و GenePartner و Pheramor و Instant Chemistry و SingldOut . ..

## روابط خارجية
- مواعدة الجيل القادم: معنى جديد تمامًا لـ «ما يهم في الداخل»